# Isistius brasiliensis
Isistius brasiliensis је врста мале ајкуле из породице Dalatiidae. Ова ајкула настањује топле океанске воде широм света, посебно у близини острва, а забележена је на дубинама од 3,7 км. Сваког дана прелази до 3 км, приближавајући се површини у сумрак и спуштајући се у дубине у зору. Дужине је од 42 до 56 цм, има цилиндрично тело са тупом њушком, великим очима, два сићушна леђна пераја и велико каудално пераје, а тамосмеђе је боје.
Често напада подморнице и гризе подморске каблове, а углавном се храни лигњама. Иако се ретко сусреће, постоји неколико документованих напада на људе, али се ипак не сматра високо опасним. Међународна унија за заштиту природе навела је да не постоји опасност од нестанка ове врсте и да није подложна риболову јер нема комерцијалну вредност.

## Таксономија и опис
Француски природњаци Жан Рене и Пол Гајмард први су описали ову врсту током истраживачког путовања корветом 1817—1820. године и дали јој име Scymnus brasiliensis јер је примерак те врсте уловљен у Бразилу. Године 1924. њихова студија објављена је у публикацији Voyage autour du monde...sur les corvettes de S.M. l'Uranie et la Physicienne.
Године 1865. амерички ихтиолог Теодор Гил ову врсту сместио је у род Isistius по Изиди, египатској богињи светлости. Године 1971. Еверт Џоунс из америчког Бироа за привремени риболов описао је ову ајкулу и истакао да има мале глатке зубе.
Ова ајкула има издужено тело са кратком заобљеном њушком. Ноздрве имају врло кратак прегиб коже, а очи су велике, овалне и зелене, постављене напред на глави, мада не тако да је бинокуларни вид опсежан. Иза очију налазе се велике спирале. Уста ове врсте су кратка, формирају готово попречну линију, а окружена су проширеним меснатим уснама. Отприлике 30 до 37 зуба ове ајкуле налази се у горњој, а 25 до 31 у доњој вилици. Више зуба имају крупнији примерци, горњи и доњи зуби су изузетно различити; горњи су мали, уски и усправни, док су доњи глатки али много већи и шири. Ова врста има пет пари малих шкржних прореза.
Петокрална пераја су кратка и трапезоидне форме. Два леђна пераја су постављена далеко на телу, прво портиче од карличних пераја, а друго се налази одмах иза. Друго леђно пераје је нешто веће од првог, а карлична су већа од првог и другог. Ова врста нема анално пераје, њена каудална пераја су широка, доњи режањ готово је једнако велики као горњи, који има истакнуту квржицу. Isistius brasiliensis је чоколадно смеђе боје, а са доње стране нешто светлији. Његова пераја имају прозрачне ивице, изузев каудалног пераја које је тамније. Максимална забележена дужина за ову врсту је 42 за мужхаке и 56 цм за женке.

## Станиште и биологија
Isistius brasiliensis углавном се креће у тропским и умерено океанским басенима, а највише у пределима где је температура 18–26 °C. У Атлантском океану налази се у водама Бахама и јужног Бразила, око Зеленортских острва, Гвинеје, Сијере Леоне, све до јужних вода Анголе и Јужне Африке. У Индо-Пацифику налази се на потезу од Маурицијуса до Нове Гвинеје, а такође у водама Аустралије и Новог Зеланда, укључујући воде око Тасманије. У централном и источном делу Тихог океана јавља се од Фиџија на северу до Хавајских острва на истоку, до Божићних острва и Галапагоса. Такође, ова врсте настањује и воде Калифорније у топлом делу године.
На основу података и студија, ова ајкула спроводи миграцију и дневно пређе око 3 км. Дане проводи на дубинама од 1 до 3,7 км, а ноћу долази у плиће воде, обично до 85 м, а у ретким приликама излази на површину. Ова врста може бити толерантнија од осталих на нивое мало растрореног кисеоника. Често се среће у близини острва ради размножавања или у скуповима. У североисточном делу Атлантског океана, већина одраслих јединки ове врста налази се у водама 11°N и 16°N, а најкрупнији примерци на вишим географских ширинама. За ову врсту нема података о сегрегацији полова.
Са малим перајима и слабим мишића ова ајкула већину свог времена проводи пливајући у воденом стубу. Да би одржала неутралну пловност, њена јетра која може сачињавати око 35% њене тежине, богата је липидима. Како ова врста има велику коштану густину, њена телесна шуљина и јетра сразмерно су већи неко код других врста ајкула, а садржај уља такође већи.  Њена велика каудална пераја јој омогућавају да нагло повећа брзину и тако олакшавају лов на плен. Isistius brasiliensis редовно мења зубе, зна се да промени петнаест зуба на доњој вилици када буде дугачка до 50 цм, а старе зубе прогута, јер су они богати калцијумом. Познато је да ова ајкула мигрира у групама, што јој помаже током лова, али и обесхрабрује предаторе који је лове. 

## Исхрана и контакт са људима
Иако мала, често напада веће врсте риба као што су делфини, уљешура, морски леопард, модруљ, голема псина, велика бела ајкула и кошљорибе као што су туне, на свима њима примећене су повреде на телу које је направила Cookiecutter shark. Ова врста редовно лови лиње дужине од 15 до 30 цм, као и разне врсте копитара и бисерана. Напади ове врсте остављају рибама ране у облику кратера у просеку ширине 5 цм и дубине до 7 цм. На Хавајима готово скоро сваки источнопафицички делфин има ране од ове врсте ајкуле. Isistius brasiliensis показује паразитски начин живота тако што се прво причвршћује око свог плена и гризе га користећи уске горње зубе, док доњи зуби режу плен. Након тога она се ротира како би што боље напала плен и почиње да се бори са њим. Способност ове врсте да усисава плен користи и у хватању мањих пленова попут лигњи.
Као и друге врсте ајкула, Isistius brasiliensis је поприлично живахна, при чему се њени ембриони у развоју одржавају жуманцетом до рођења. Женке имају две функционалне материце и рађају од шест до дванаест риба. Тек рођене јединке су дужине од 14 до 15 цм, мужјаци достижу полну зрелост када буду дугачки 36 мц, а женке 39 цм.
Isistius brasiliensis не сматра се опасним по људе због своје мале величине. Међутим забележено је неколико напада у отвореном океану, а мање повреде доживели су и риболовци који су се нашли у води после бродолома. У марту 2009. године, становника Мауиа угризла је ова риба док је пливао, док је пливач Ерика Шел претрпео велику рану на стомаку. Још неколико особа је повређено, а постоје записи да су неки смртно страдали од угриза ове врсте.
Током седамдесетих година 20. века неколико подморница Америчке морнарице приморана је да се врати у базу и санира штету од уништених сонарних кутија које су оштетиле Isistius brasiliensis. Штета коју ова врста наноси рибљим врстама и рибарским мрежама имају мали негативан утицај на комерцијални риболов. Међународна унија за заштиту природе проценила је да не постоји забринутост за угроженост ове врсте. У јуну 2018. године Минстарство за заштиту природне средине Новог Зеланда квалификовало је ову врсту као „сигурну”, према новозеландском систему класификације.

## Галерија
- Isistius brasiliensis има кратку, заобљену главу са великим, напред постављеним очима и попречним устима.
- Глава
- Вилица
- Доња вилица
- Горња вилица
- Вилични дијаграм